# Csorba (település)
Csorba (szlovákul Štrba, németül Schirm, Hochwald, lengyelül Szczerba) község Szlovákiában, az Eperjesi kerület Poprádi járásában. A községhez tartozik Tátracsorba és 2007. május 3-tól Csorbató is. A csorbaiak 17 éve próbálkoztak Csorbató üdülőhely visszaszerzésével, és törekvésük a legfelső fórumon végül sikerrel járt. A szlovák legfelsőbb bíróság határozata értelmében újból Csorba községhez tartozik, visszaállt az 1947 előtti állapot. Magastátra város vissza akarja szerezni az üdülőhelyet, mert attól tartanak, hogy szétzilálódik a Tátra egysége.

## Fekvése
Poprádtól 16 km-re nyugatra, a Zsolna–Poprád országút déli oldalán fekszik.
A település északi határában halad el a Pozsony–Zsolna–Kassa városokat összekötő, Szlovákia legfontosabb vasútvonala. A falu mellett csak vasúti megálló van  (Štrba zastávka), a község vasútállomása a közigazgatásilag hozzátartozó, ám 4 km-nyi távolságra található Tátracsorbán, a Vasút utcában (Železničná ulica) található (Štrba). A 4 km távolságra lévő vasútállomással egybeépült a Csorbatói Fogaskerekű Vasút alsó végállomása.

## Nevének eredete
Neve azzal van összefüggésben, hogy az Alacsony- és a Magas-Tátra közti törésben – csorbában fekszik.

## Története
A Šoldov nevű részen középkori települést és templomot tártak fel.
1280-ban említik először „Chorba” néven. A település a 13. században keletkezett a Bogomir comes tulajdonában volt erdős területen. Alapítója, Hotta soltész környékbeli pásztorokat telepített ide. A későbbiekben Bogomir leszármazottai a Szentiványi, Szmrecsányi és Bán családok birtoka. Lakói favágók, pásztorok, szénégetők voltak. Később szűcsmestereiről volt híres, 1580-tól fűrészüzem is működött a községben. 1715-ben 56, 1720-ban 37 adózója volt. 1784-ben 141 házában 1190 lakos élt.
A 18. század végén Vályi András így ír róla: „CSORBA. Csirba, Csirben. Tót falu Liptó Vármegyében, birtokosai Szent Iványi Uraság, és más Urak, lakosai katolikusok, szekerezésböl, és szén égetésböl keresik kenyereket, fekszik Botzátol két mértföldnyire, Szepes Vármegyének szomszédságában.”
1828-ban 186 háza és 1623 lakosa volt. Lakói állattartással, mész- és szénégetéssel, favágással, a 19. századtól fuvarozással foglalkoztak.
Fényes Elek 1851-ben kiadott geográfiai szótárában így ír a faluról: „Csorba, (Szrba), tót falu, Liptó vgyében, Szepes vármegye szélén, az oda vezető országutban: 322 kath., 296 evang., 5 zsidó lak. Kath.- és evang. anyaszentegyházak; több urasági lakházak; vendégfogadó; serház; vizimalmok; nagy erdő, mellyben szenet égetnek; lakosai közt sok fuvaros találtatik. F. u. Szentiványi, Szmrcsányi, Baán család. Ut. p. Lucsivna.”
1871-től a falu északi részén áthalad a Kassától Csehországba vezető vasútvonal. A trianoni diktátumig Liptó vármegye Liptóújvári járásához tartozott.

## Népessége
| Év:            | 1994. | 2004.   | 2014.   | 2024.   |
| -------------- | ----- | ------- | ------- | ------- |
| Emberek száma: | 3844  | 3653    | 3543    | 3337    |
| Eltérés:       |       | -4,96 % | -3,01 % | -5,81 % |

| Év:            | 2023. | 2024.   |
| -------------- | ----- | ------- |
| Emberek száma: | 3352  | 3337    |
| Eltérés:       |       | -0,44 % |

1910-ben 1729, túlnyomórészt szlovák anyanyelvű lakosa volt.
2001-ben 3735-en lakták, ebből 3542 szlovák, valamint 10 magyar anyanyelvű szlovák állampolgár.
2011-ben 3640 lakosából 3382 szlovák volt.
2021-ben 3415 lakosából 3236 (+20) szlovák, 52 (+43) cigány, 30 cseh, 9 (+3) magyar (0,26%), (+11) ruszin, 4 orosz, 2 morva, 2 lengyel, 1 ukrán, 1 német, 1 bolgár, 3 egyéb, és 74 ismeretlen nemzetiségű.

## Nevezetességei
- Evangélikus templomát 1784-ben építették.
- Szent András apostol plébániatemploma 1884-ben épült a lebontott 13. századi templom helyén.
- Határában, a Soldov-dűlőben egykor román stílusú apátság állott, amely a 14. században szűnt meg. A romok a 19. században még látszottak.

## Képek

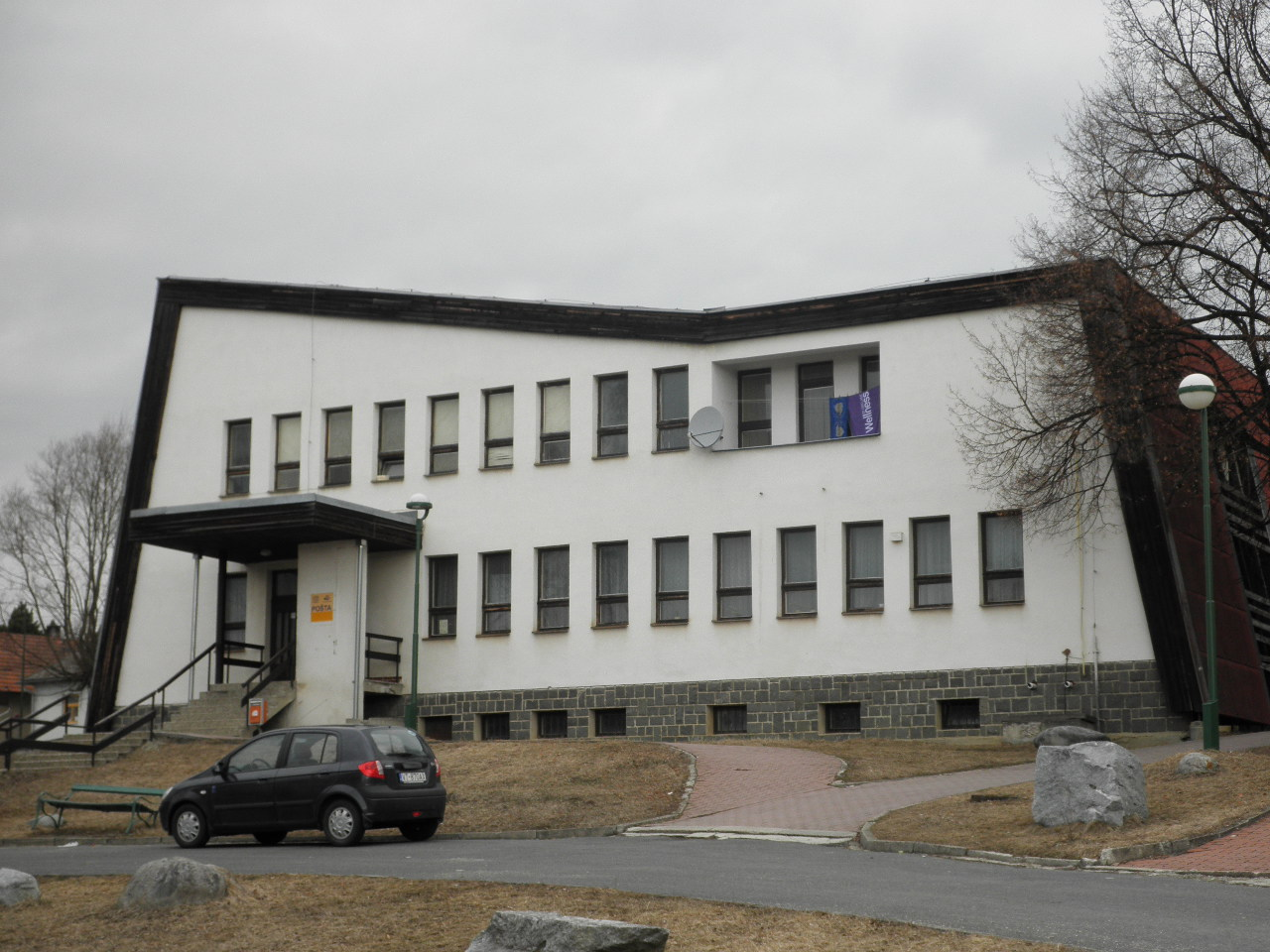
Posta
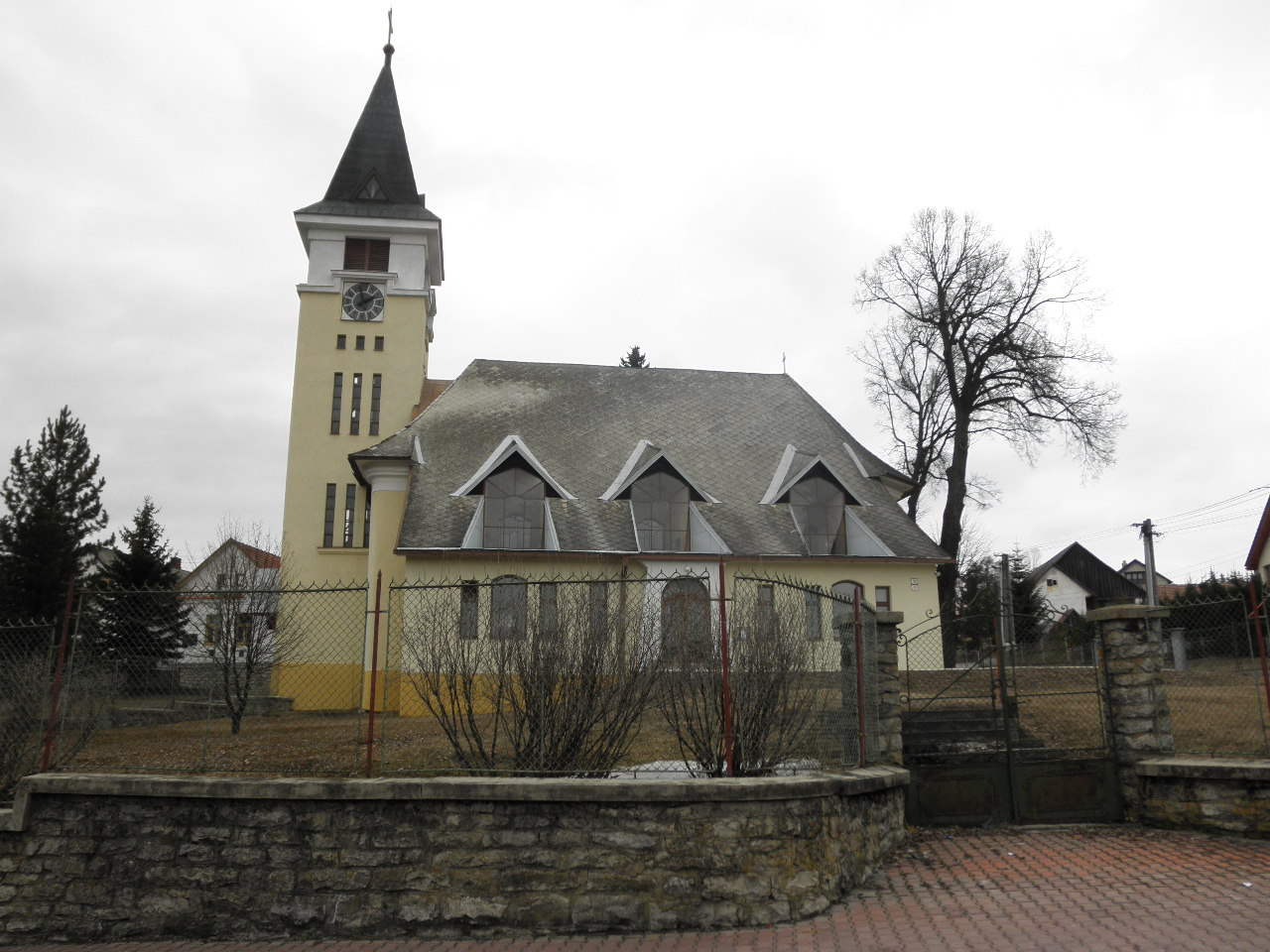
Evangélikus templom
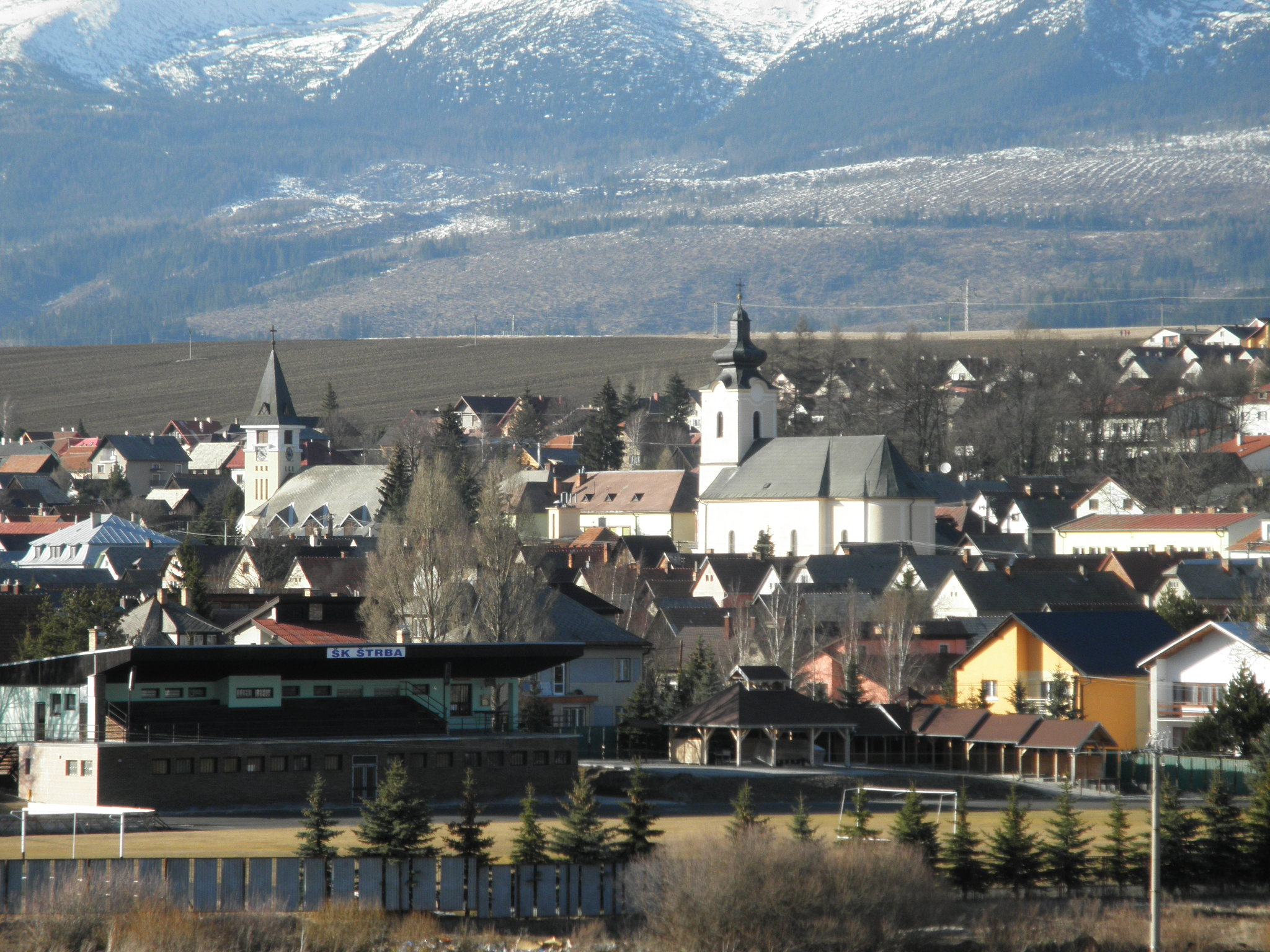
Futballpálya
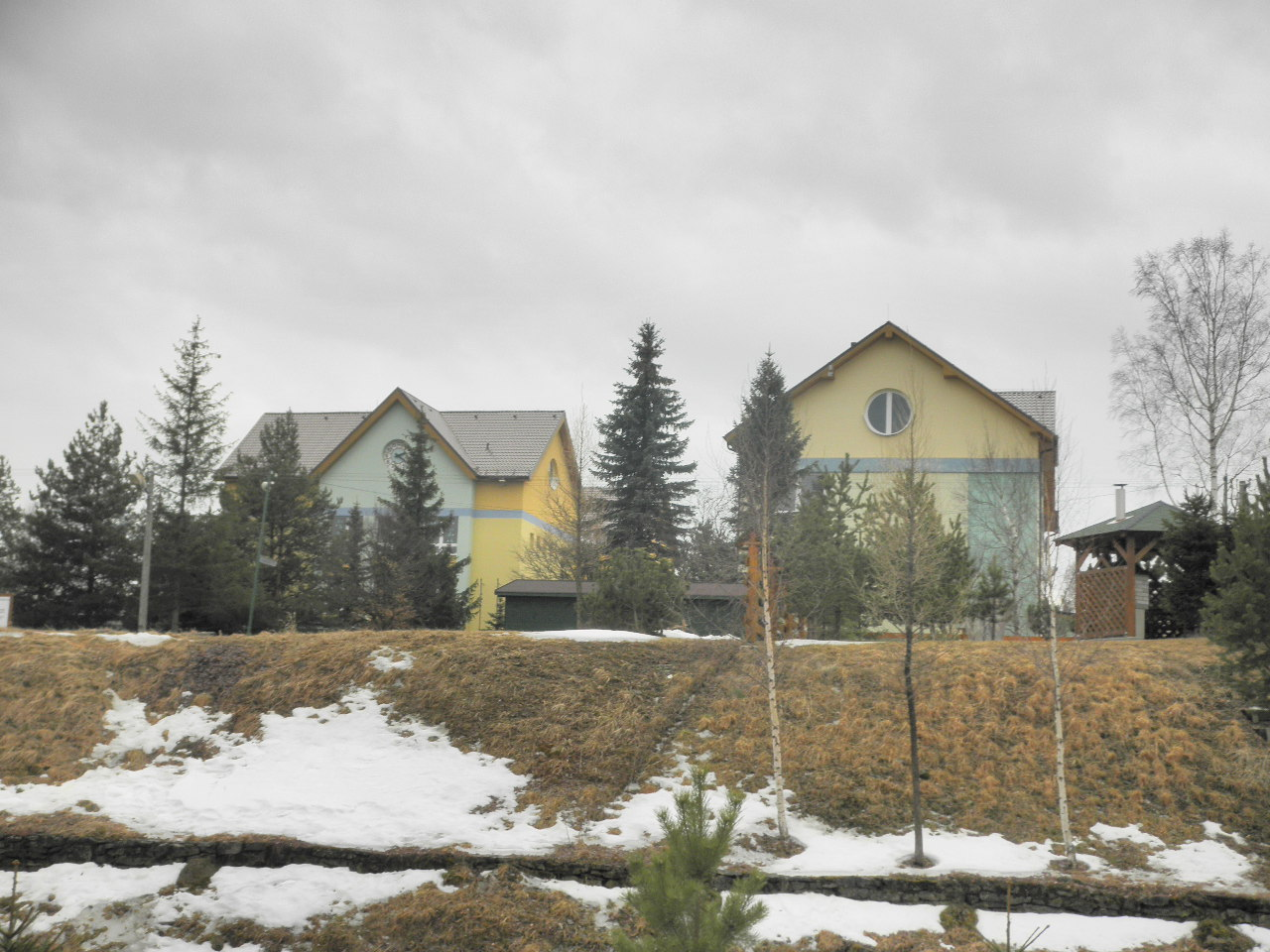
Iskola

## Neves személyek
- Itt élt rövid ideig Fornet József.
- Itt született 1815. április 25-én Markusovszky Lajos orvos, az MTA tagja.
- Itt élt Adriányi-Borcsányi Jolán (1891–1930) hegymászó.
- Itt született 1934. július 6-án Darina Bialeková szlovák régésznő.

## Lásd még
- Csorbató
- Tátracsorba